# Tullstorps galgbacke

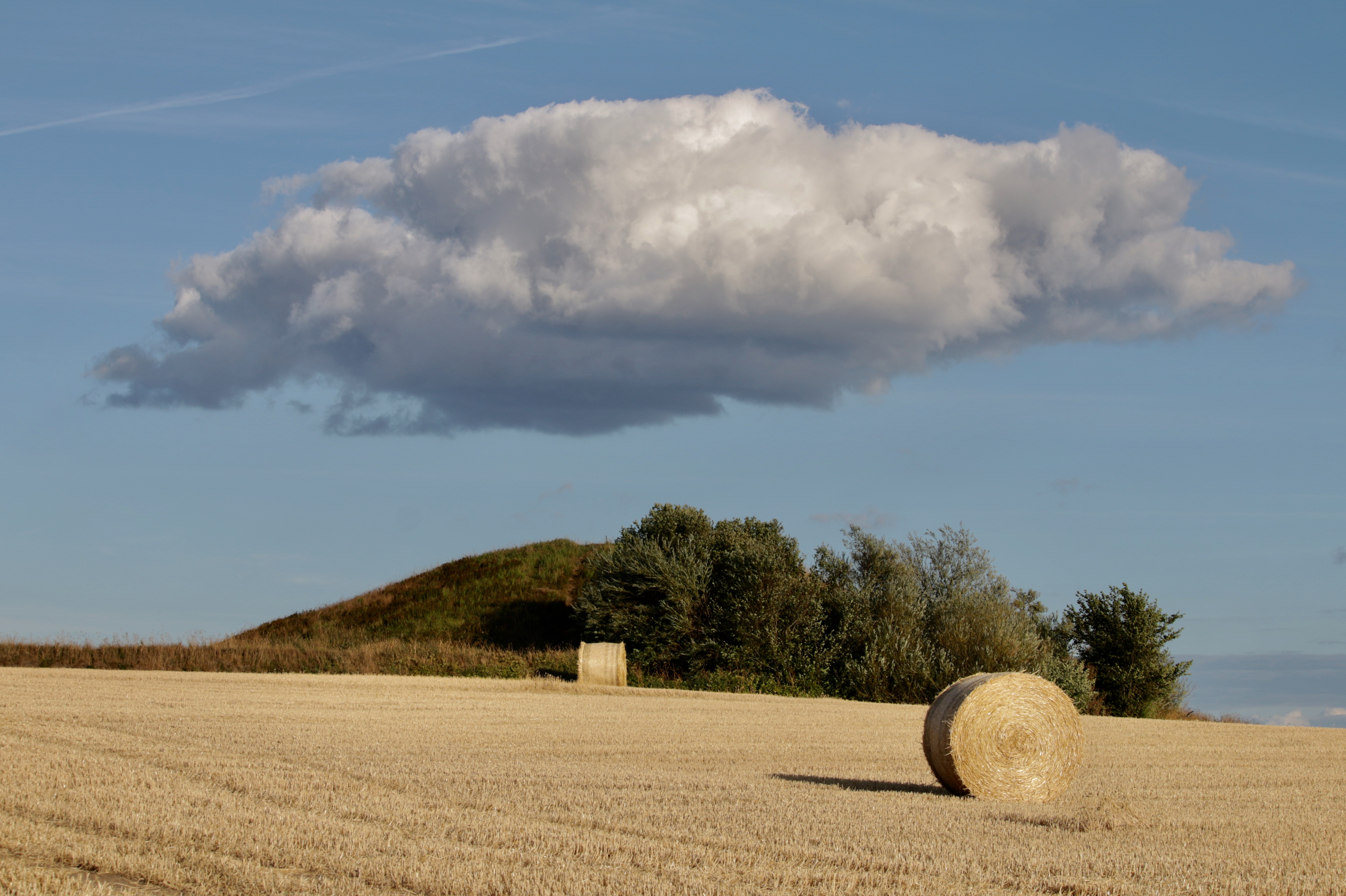
Tullstorps galgbacke, sensommaren 2018

Tullstorps galgbacke är en galgbacke som var i bruk fram till 1852, belägen vid den östra gränsen av Tullstorps socken i Trelleborgs kommun i Skåne. 

## Historia

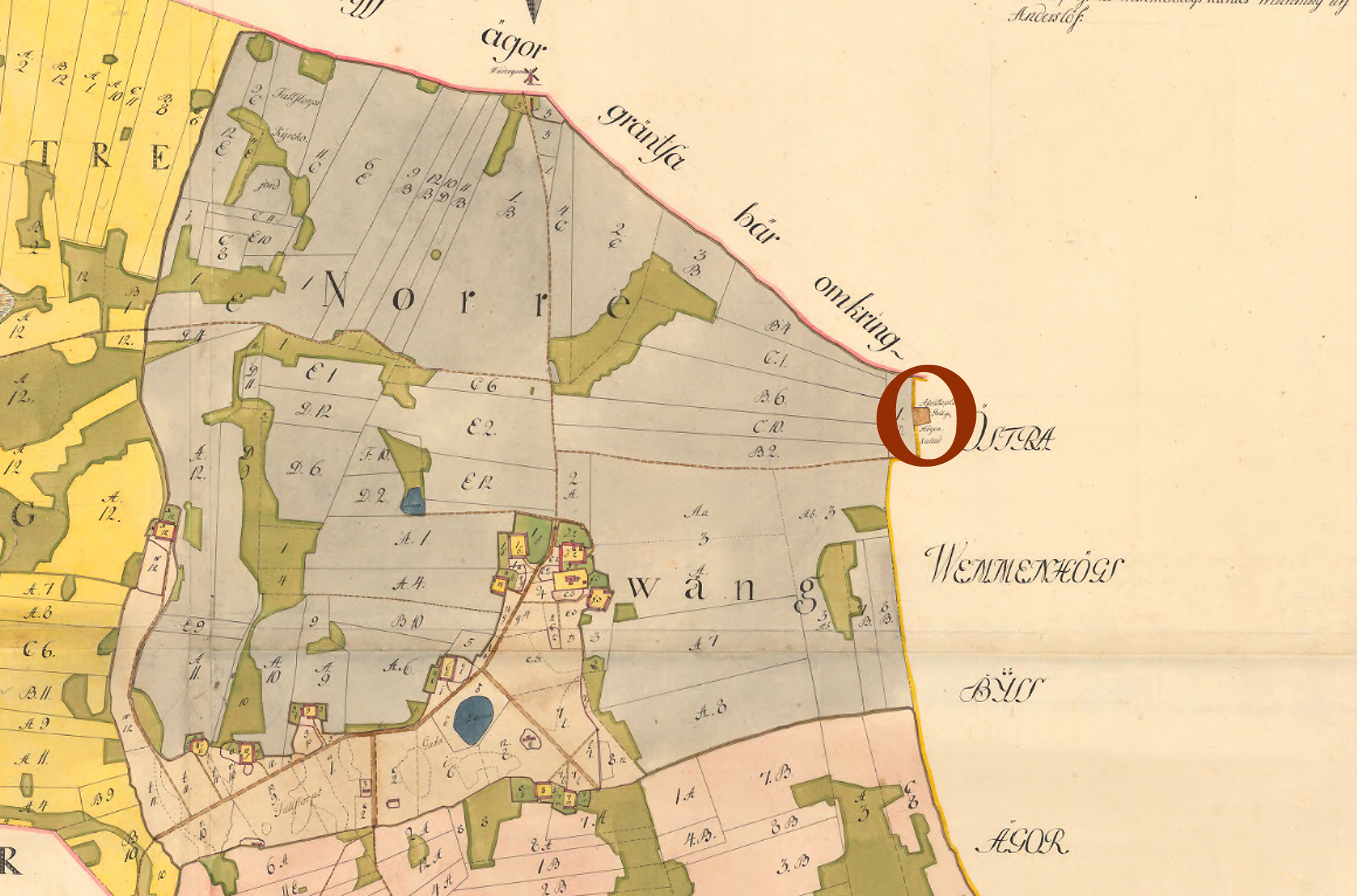
På en karta från 1765 ses Tullstorp kyrkby i mitten och galgbacken inringad till höger. Lantmäteriet.

Det äldsta källmaterialet som omtalar galgbacken i Tullstorp är Lunds stifts landebog från 1560-talet. Här omtalas ”Galie ager” respektive ”Galle ager”, alltså åkrar invid galgen. På 1765 års lantmäterikarta är galgbacken noterad liggande på gränsen mellan Tullstorps, Västra Vemmenhögs och Östra Vemmenhögs byar. Placering av galgbackar där flera byar gränsade samman var vanligt.
Mellan åren 1752 och 1852 avrättades 13 personer genom halshuggning på galgbacken i Tullstorp.
Den 27 februari 1812 avrättades Pehr Ottosson som 1811 deltagit i det skånska bondeupproret. Fängelseprästen på Malmöhus har antecknat följande:
”1812 den 24 Februari utfördes (från Malmöhus slott) drängen Mårten Bengtsson från Bara och den 26 Febr. drängen Pehr Ottosson från Slimminge, hvilka för upprorsbrott blifvit dömda att mista högra handen, halshuggas och steglas. Upproret, hvari dessa visat sig mäst brottslige, hade uppkommit af ett straffbart sjelfsvåld, men till en del af förvilldade, vid tillfälle, då året förut, efter Kong. Majts påbud, lottning skulle ske till anskaffande af nödigt förstärkningsmanskap till militären. Allmogen af flera socknar här i Provincen, mäst af frälsebönder och deras drängar, samlade sig i bullersamma hopar, som vägrade underkasta sig den anbefalta lottningen och voro på flera ställen så våldsamma, att det för allmänna säkerhetens skull sluteligen blef en beklaglig nödvändighet, att svenskt blod måste flyta för svenska vapen i denna annars fredliga landsort …
P. Ottosson gjorde i början något motstånd, i tanke att derigenom kunna frälsa sig från döden; men slutligen, när han såg allt hopp om timmelig räddning förloradt, erkände äfven han brottsligheten af sitt förhållande och anropade Den Högstes barmhärtighet. De blefvo bägge två, dagen efter utförandet, aflivade, den förre vid Dahlby, den senare vid Wemmenhög.” 
Den sista avrättningen i Tullstorp ägde rum 1848 då Tobias Andersson och Ola Ljung halshöggs för begånget mord. Innan avrättningen fick de dömda åhöra en straffpredikan i närbelägna Tullstorps kyrka.

### Tabell över avrättningar

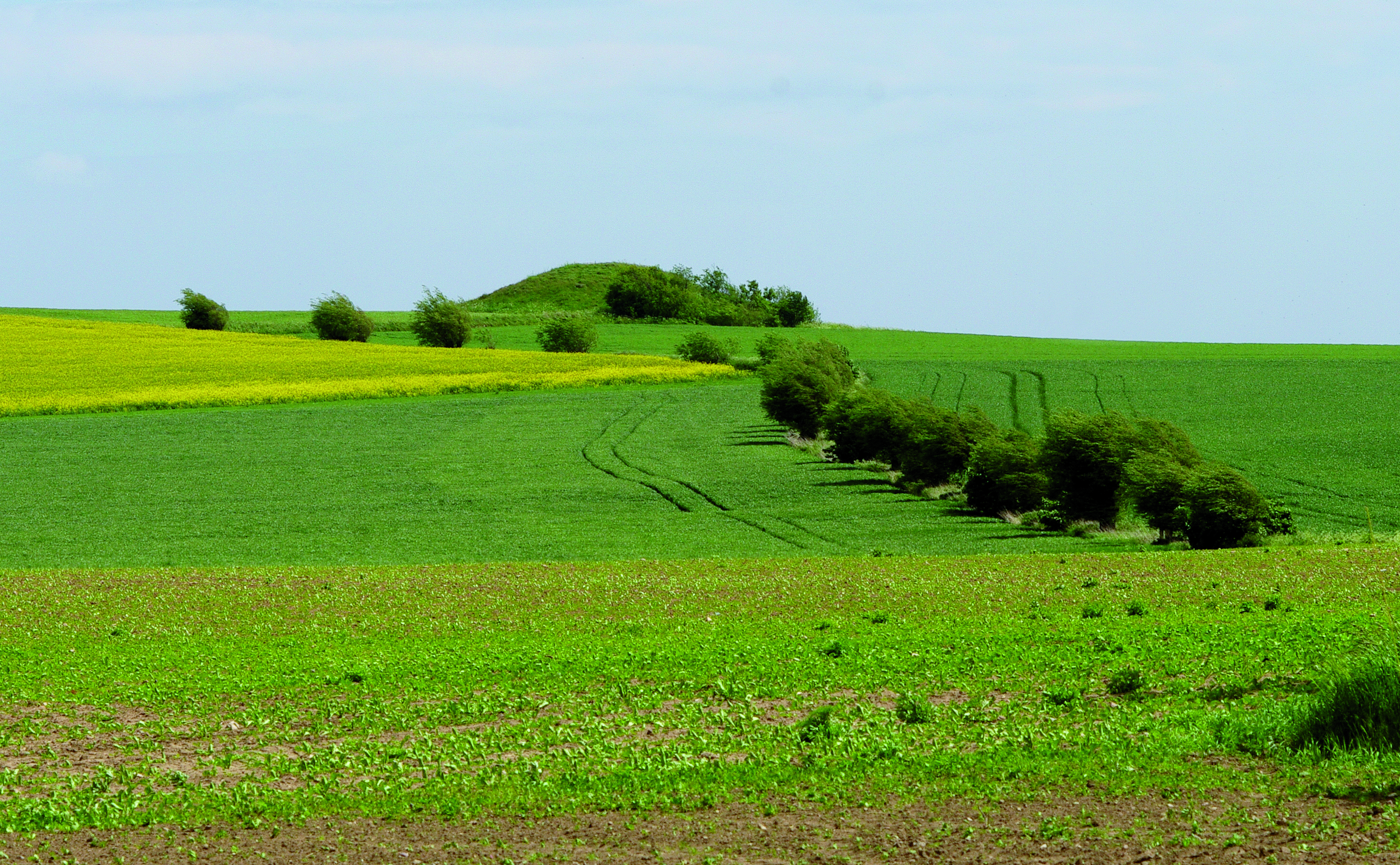
Tullstorps galgbacke.

| Årtal | Antal | Namn                         |
| ----- | ----- | ---------------------------- |
| 1752  | 1 st  |                              |
| 1755  | 2 st  |                              |
| 1762  | 1 st  |                              |
| 1763  | 1 st  |                              |
| 1812  | 1 st  | Pehr Ottosson                |
| 1815  | 1 st  |                              |
| 1831  | 1 st  |                              |
| 1832  | 1 st  |                              |
| 1837  | 1 st  |                              |
| 1848  | 2 st  | Tobias Andersson & Ola Ljung |